# マルカリアンの鎖

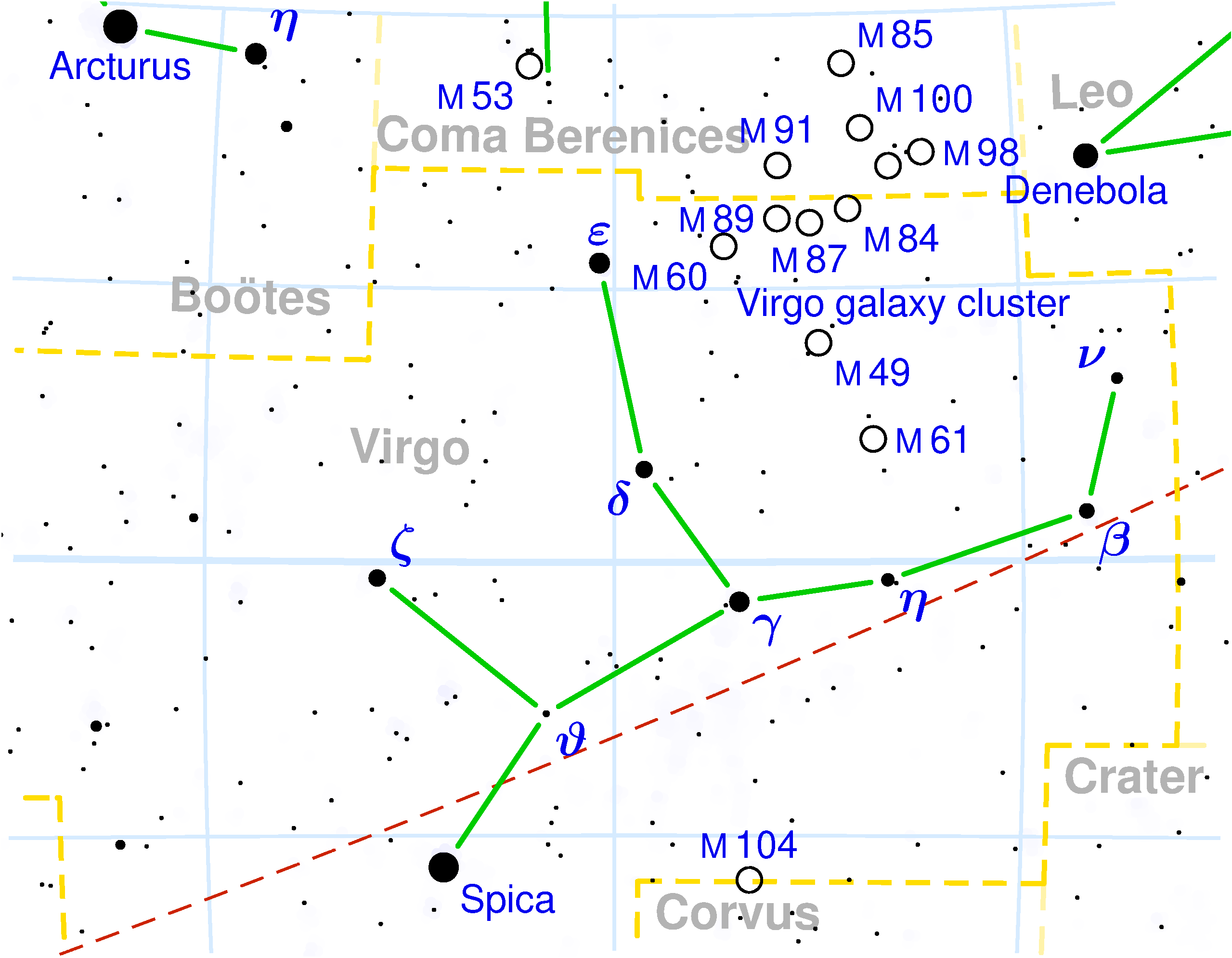
おとめ座のマップ

マルカリアンの鎖（英: Markarian's Chain、マルカリアン・チェーン、マルカリアンの銀河鎖）とは、おとめ座銀河団の一部を構成する銀河の線状の集団である。地球から見た場合、各メンバー銀河は、なめらかな弧を描く曲線状に乗って見えるので「鎖」と呼ばれている。この集団は、1960年代に、この集団の共通する固有運動を発見した、アルメニア (旧ソ連) ・ビュラカン天文台の天文学者であるB・E・マルカリアンにちなんで命名された。メンバーの銀河は M84 (NGC 4374), M86 (NGC 4406), NGC 4477, NGC 4473, NGC 4461, NGC 4458, NGC 4438 および NGC 4435であり、概略位置は、赤経  12h 27m 、赤緯 +13° 10′ である。
鎖中の、少なくとも7つの銀河は均一な動きをしているように見えるが、その他の銀河は偶然重なって見えているだけではないかと考えられている。

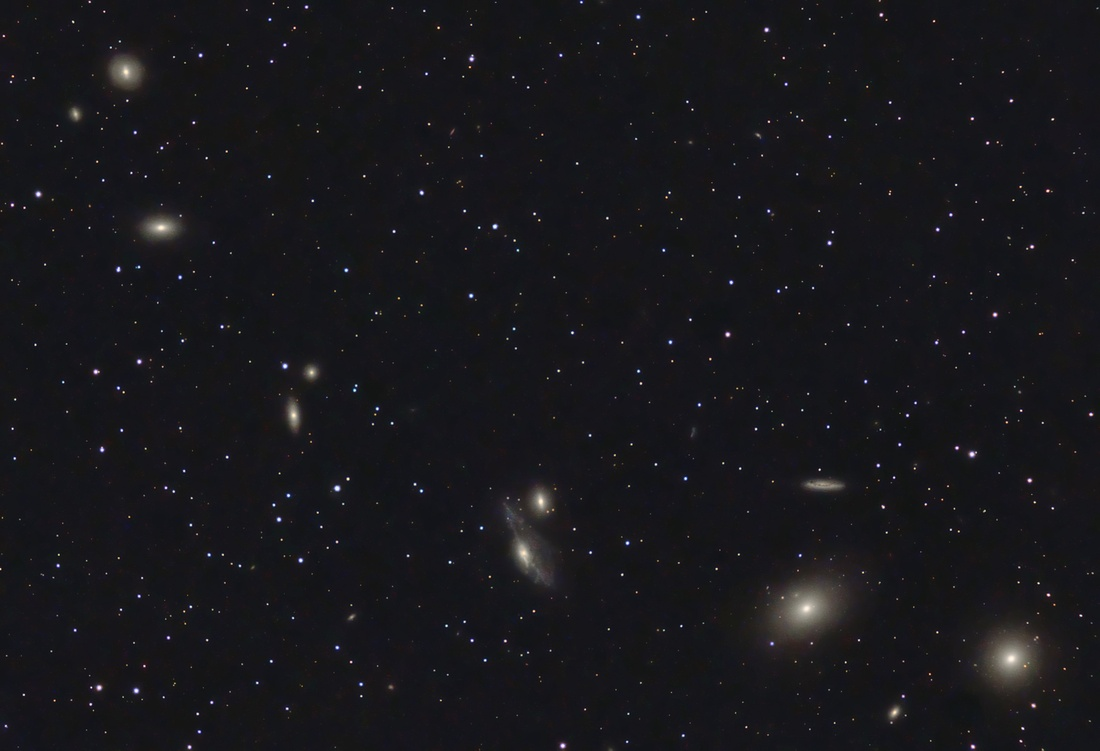
マルカリアンの鎖 (アマチュア観測家による撮影)